# Callopistria olivaceopicta
Callopistria olivaceopicta är en fjärilsart som beskrevs av Embrik Strand 1922. Callopistria olivaceopicta ingår i släktet Callopistria och familjen nattflyn. Inga underarter finns listade i Catalogue of Life.